# Северокорейская вона
Во́на КНДР, се́верокоре́йская во́на (кор. 원?, 圓?, вон) — денежная единица КНДР, равная 100 чонам (кор. 전?, 錢?). Введена в обращение в 1947 году. До 2008 года в Общероссийском классификаторе валют называлась северо-корейской воной, в настоящее время — северокорейской воной.

## Предыстория
С момента присоединения Кореи к Японии её денежной единицей стала корейская иена Тёсэн-банка (бывш. Банк Кореи) в Сеуле. Банкноты для Кореи (10, 20, 50 сенов, 1, 5, 10 иен) печатал Первый Национальный банк Японии.
Выпускались монеты 0,5, 1, 5, 10, 20 чонов, 0,5, 5, 10 и 20 вон. В 1945 году советские войска использовали напечатанные в СССР купюры 1, 5, 10, 100 вон военного выпуска.

## Вона 1947 года
В декабре 1947 года вона была введена в обращение в Северной Корее, заменив корейскую иену в соотношении 1:1.
Монеты в 1947—1958 гг. не выпускались.
| Серия 1947 года | Серия 1947 года   | Серия 1947 года | Серия 1947 года | Серия 1947 года    | Серия 1947 года                     | Серия 1947 года                  | Серия 1947 года |
| Изображение     | Изображение       | Номинал         | Размеры (мм)    | Основные цвета     | Описание                            | Описание                         | Годы выпуска    |
| Лицевая сторона | Оборотная сторона | Номинал         | Размеры (мм)    | Основные цвета     | Лицевая сторона                     | Оборотная сторона                | Годы выпуска    |
| --------------- | ----------------- | --------------- | --------------- | ------------------ | ----------------------------------- | -------------------------------- | --------------- |
|                 |                   | 15 чонов        | 85×44           | коричневый         | Номинал в декоративном орнаменте    | Номинал в декоративном орнаменте | 1947            |
|                 |                   | 20 чонов        | 85×44           | зелёный            | Номинал в декоративном орнаменте    | Номинал в декоративном орнаменте | 1947            |
|                 |                   | 50 чонов        | 104×54          | синий              | Номинал в декоративном орнаменте    | Номинал в декоративном орнаменте | 1947            |
|                 |                   | 1 вона          | 114×61          | зелёный оранжевый  | Рабочий и крестьянин на фоне завода | Пэктусан                         | 1947            |
|                 |                   | 5 вон           | 130×70          | бирюзовый          | Рабочий и крестьянин на фоне завода | Пэктусан                         | 1947            |
|                 |                   | 5 вон           | 130×70          | бирюзовый          | Рабочий и крестьянин на фоне завода | Пэктусан                         | 1947            |
|                 |                   | 10 вон          | 138×74          | зелёный фиолетовый | Рабочий и крестьянин на фоне завода | Пэктусан                         | 1947            |
|                 |                   | 10 вон          | 138×74          | зелёный фиолетовый | Рабочий и крестьянин на фоне завода | Пэктусан                         | 1947            |
|                 |                   | 100 вон         | 170х95          | красный            | Рабочий и крестьянин на фоне завода | Пэктусан                         | 1947            |

## Вона 1959 года
В 1959 году банкноты 1947 г. были деноминированы 100:1. Были также выпущены разменные монеты (чоны).

### Варианты «для иностранцев»
Вплоть до 1999 г. параллельно с основной валютой выпускались банкноты и монеты для иностранцев двух видов:
- для гостей из дружественных стран — красные банкноты, монеты с одной звездой

| Серия для туристов из социалистических стран | Серия для туристов из социалистических стран | Серия для туристов из социалистических стран | Серия для туристов из социалистических стран | Серия для туристов из социалистических стран | Серия для туристов из социалистических стран | Серия для туристов из социалистических стран | Серия для туристов из социалистических стран |
| Изображение                                  | Изображение                                  | Номинал                                      | Размеры (мм)                                 | Основные цвета                               | Описание                                     | Описание                                     | Годы выпуска                                 |
| Лицевая сторона                              | Оборотная сторона                            | Номинал                                      | Размеры (мм)                                 | Основные цвета                               | Лицевая сторона                              | Оборотная сторона                            | Годы выпуска                                 |
| -------------------------------------------- | -------------------------------------------- | -------------------------------------------- | -------------------------------------------- | -------------------------------------------- | -------------------------------------------- | -------------------------------------------- | -------------------------------------------- |
|                                              |                                              | 1 чон                                        | 100×46                                       | красный                                      | Номинал                                      | Номинал                                      | 1988                                         |
|                                              |                                              | 5 чонов                                      | 100×46                                       | красный                                      | Номинал                                      | Номинал                                      | 1988                                         |
|                                              |                                              | 10 чонов                                     | 100×46                                       | красный                                      | Номинал                                      | Номинал                                      | 1988                                         |
|                                              |                                              | 50 чонов                                     | 100×46                                       | красный                                      | Номинал                                      | Номинал                                      | 1988                                         |
|                                              |                                              | 1 вона                                       | 110×56                                       | красный                                      | Международная выставка дружбы                | Номинал, глобус с оливковой ветвью           | 1988                                         |
|                                              |                                              | 5 вон                                        | 120×66                                       | красный                                      | Международная выставка дружбы                | Номинал, глобус с оливковой ветвью           | 1988                                         |
|                                              |                                              | 10 вон                                       | 130×66                                       | красный                                      | Международная выставка дружбы                | Номинал, глобус с оливковой ветвью           | 1988                                         |
|                                              |                                              | 50 вон                                       | 140×70                                       | красный                                      | Международная выставка дружбы                | Номинал, глобус с оливковой ветвью           | 1988                                         |

- для гостей из капиталистических стран — зелёные или синие банкноты, монеты с двумя звёздами

| Серия для туристов из капиталистических стран | Серия для туристов из капиталистических стран | Серия для туристов из капиталистических стран | Серия для туристов из капиталистических стран | Серия для туристов из капиталистических стран | Серия для туристов из капиталистических стран | Серия для туристов из капиталистических стран | Серия для туристов из капиталистических стран |
| Изображение                                   | Изображение                                   | Номинал                                       | Размеры (мм)                                  | Основные цвета                                | Описание                                      | Описание                                      | Годы выпуска                                  |
| Лицевая сторона                               | Оборотная сторона                             | Номинал                                       | Размеры (мм)                                  | Основные цвета                                | Лицевая сторона                               | Оборотная сторона                             | Годы выпуска                                  |
| --------------------------------------------- | --------------------------------------------- | --------------------------------------------- | --------------------------------------------- | --------------------------------------------- | --------------------------------------------- | --------------------------------------------- | --------------------------------------------- |
|                                               |                                               | 1 чон                                         | 100x45                                        | Бордовый, синий                               | Номинал                                       | Номинал                                       | 1988                                          |
|                                               |                                               | 5 чонов                                       | 100x45                                        | Бордовый, синий                               | Номинал                                       | Номинал                                       | 1988                                          |
|                                               |                                               | 10 чонов                                      | 100x45                                        | Бордовый, синий                               | Номинал                                       | Номинал                                       | 1988                                          |
|                                               |                                               | 50 чонов                                      | 100x45                                        | Бордовый, синий                               | Номинал                                       | Номинал                                       | 1988                                          |
|                                               |                                               | 1 вона                                        | 110×55                                        | Тёмно-зелёный                                 | Чхоллима, символ ядерной энергетики           | Номинал, орнамент                             | 1988                                          |
|                                               |                                               | 5 вон                                         | 120×66                                        | Тёмно-зелёный                                 | Чхоллима, символ ядерной энергетики           | Номинал, орнамент                             | 1988                                          |
|                                               |                                               | 10 вон                                        | 130×66                                        | Тёмно-зелёный                                 | Чхоллима, символ ядерной энергетики           | Номинал, орнамент                             | 1988                                          |
|                                               |                                               | 50 вон                                        | 140×70                                        | Тёмно-зелёный                                 | Чхоллима, символ ядерной энергетики           | Номинал, орнамент                             | 1988                                          |

В 2002 г. оба типа «параллельных валют» были изъяты из обращения, а в стране разрешён свободный обмен иностранной валюты.

### Монеты
В 1959 и 1974 г. чеканились разменные монеты из алюминия в 1, 5 и 10 чонов. Аверс — герб, обрамлённый дубовыми ветвями снизу и название страны — сверху; реверс — номинал в меандровом орнаменте.
В 1978 г. отчеканена монета в 50 чонов (лицевая сторона — конь Чхоллима), в 1987 г. — в 1 вону (лицевая сторона — Монумент идей чучхе на фоне знамени).
Помимо них, чеканились различные юбилейные монеты (с мелкими номиналами — алюминиевые, с крупными номиналами — из бронзы, медно-никелевого сплава, серебра и золота). Следует отметить вышедшую в 2002 г. серию в честь последних выпусков европейских монет (немецкой марки, греческой драхмы и др.)
В связи с растущей инфляцией в 2005 г. в оборот стали входить монеты со всё более крупными номиналами (5, 10, 50 и 100 вон).
Отчеканенные в 2008 г. монеты номиналами в 1 и 5 чонов предназначались для новой воны, пущенной в оборот в 2008 году, но всплеск очередной гиперинфляции  разрушил эти ожидания. Сегодня[когда?] на территории Северной Кореи в обращении находятся купюры номиналом в 100, 200, 500, 1000, 2000, 5000 вон. А вот купюры в 5, 10, 50 вон из-за значительной инфляции в обращении найти практически невозможно. Монет в обращении нет.
| Монеты 1959-2008 годов | Монеты 1959-2008 годов | Монеты 1959-2008 годов | Монеты 1959-2008 годов | Монеты 1959-2008 годов | Монеты 1959-2008 годов | Монеты 1959-2008 годов | Монеты 1959-2008 годов | Монеты 1959-2008 годов          | Монеты 1959-2008 годов                         | Монеты 1959-2008 годов |
| Аверс                  | Реверс                 | Номинал                | Технические параметры  | Технические параметры  | Технические параметры  | Описание               | Описание               | Описание                        | Описание                                       | Годы выпуска           |
| Аверс                  | Реверс                 | Номинал                | Масса (г)              | Диаметр (мм)           | Толщина (мм)           | Состав                 | Гурт                   | Аверс                           | Реверс                                         | Годы выпуска           |
| ---------------------- | ---------------------- | ---------------------- | ---------------------- | ---------------------- | ---------------------- | ---------------------- | ---------------------- | ------------------------------- | ---------------------------------------------- | ---------------------- |
|                        |                        | 1 чон                  | 0,64 г                 | 16 мм                  | 1,4 мм                 | Алюминий               | Гладкий                | Герб КНДР, год выпуска          | Номинал, надпись на реверсе 1 견본             | 1959                   |
|                        |                        | 1 чон                  | 0,64 г                 | 16 мм                  | 1,4 мм                 | Алюминий               | Гладкий                | Герб КНДР, год выпуска          | Номинал                                        | 1959, 1970             |
|                        |                        | 1 чон                  | 0,62 г                 | 16 мм                  | 1,4 мм                 | Алюминий               | Гладкий                | Герб КНДР, год выпуска          | Номинал, одна звезда на реверсе                | 1959                   |
|                        |                        | 1 чон                  | 0,62 г                 | 16 мм                  | 1,4 мм                 | Алюминий               | Гладкий                | Герб КНДР, год выпуска          | Номинал, две звезды на реверсе                 | 1959                   |
|                        |                        | 1 чон                  | 0,8 г                  | 18 мм                  | 1,48 мм                | Алюминий               | Гладкий                | Герб КНДР, номинал              | Рододендрон Шлиппенбаха, год выпуска           | 2008                   |
|                        |                        | 5 чонов                | 0,81 г                 | 18 мм                  | 1,4 мм                 | Алюминий               | Гладкий                | Герб КНДР, год выпуска          | Номинал, надпись на реверсе 5 견본             | 1959                   |
|                        |                        | 5 чонов                | 0,81 г                 | 18 мм                  | 1,4 мм                 | Алюминий               | Гладкий                | Герб КНДР, год выпуска          | Номинал                                        | 1959, 1974             |
|                        |                        | 5 чонов                | 0,81 г                 | 18 мм                  | 1,4 мм                 | Алюминий               | Гладкий                | Герб КНДР, год выпуска          | Номинал, одна звезда на реверсе                | 1974                   |
|                        |                        | 5 чонов                | 0,81 г                 | 18 мм                  | 1,4 мм                 | Алюминий               | Гладкий                | Герб КНДР, год выпуска          | Номинал, две звезды на реверсе                 | 1974                   |
|                        |                        | 5 чонов                | 1 г                    | 19 мм                  | 1,51 мм                | Алюминий               | Гладкий                | Герб КНДР, номинал              | Пион древовидный, год выпуска                  | 2008                   |
|                        |                        | 10 чонов               | 0,95 г                 | 20 мм                  | 1,4 мм                 | Алюминий               | Гладкий                | Герб КНДР, год выпуска          | Номинал, надпись на реверсе 10 견본            | 1959                   |
|                        |                        | 10 чонов               | 0,95 г                 | 20 мм                  | 1,4 мм                 | Алюминий               | Гладкий                | Герб КНДР, год выпуска          | Номинал                                        | 1959                   |
|                        |                        | 10 чонов               | 0,95 г                 | 20 мм                  | 1,4 мм                 | Алюминий               | Гладкий                | Герб КНДР, год выпуска          | Номинал, одна звезда на реверсе                | 1959                   |
|                        |                        | 10 чонов               | 0,95 г                 | 20 мм                  | 1,4 мм                 | Алюминий               | Гладкий                | Герб КНДР, год выпуска          | Номинал, две звезды на реверсе                 | 1959                   |
|                        |                        | 10 чонов               | 1 г                    | 19,5 мм                | 1,47 мм                | Алюминий               | Гладкий                | Герб КНДР, номинал              | Азалия, год выпуска                            | 2002                   |
|                        |                        | 50 чонов               | 2,01 г                 | 25 мм                  | 1,4 мм                 | Алюминий               | Гладкий                | Герб КНДР, номинал              | Чхоллима, год выпуска, надпись на реверсе 견본 | 1978                   |
|                        |                        | 50 чонов               | 2,01 г                 | 25 мм                  | 1,4 мм                 | Алюминий               | Гладкий                | Герб КНДР, номинал              | Чхоллима, год выпуска                          | 1978                   |
|                        |                        | 50 чонов               | 2,01 г                 | 25 мм                  | 1,4 мм                 | Алюминий               | Гладкий                | Герб КНДР, номинал              | Чхоллима, год выпуска, одна звезда на реверсе  | 1978                   |
|                        |                        | 50 чонов               | 2,01 г                 | 25 мм                  | 1,4 мм                 | Алюминий               | Гладкий                | Герб КНДР, номинал              | Чхоллима, год выпуска, две звезды на реверсе   | 1978                   |
|                        |                        | 50 чонов               | 1,5 г                  | 21,6 мм                | 1,78 мм                | Алюминий               | Гладкий                | Герб КНДР, номинал              | Кимченирия, год выпуска                        | 2002                   |
|                        |                        | 1 вона                 | 2,32 г                 | 27 мм                  | 1,79 мм                | Алюминий               | Рубчатый               | Герб КНДР, номинал, год выпуска | Народный дворец учёбы                          | 1987                   |
|                        |                        | 1 вона                 | 1,8 г                  | 24 мм                  | 1,91 мм                | Алюминий               | Гладкий                | Герб КНДР, номинал              | Кимирсения, год выпуска                        | 2002                   |
|                        |                        | 5 вон                  | 1,2 г                  | 21 мм                  | 1,5 мм                 | Алюминий               | Гладкий                | Герб КНДР, год выпуска          | Номинал                                        | 2005                   |
|                        |                        | 10 вон                 | 1,67 г                 | 23 мм                  | 1,8 мм                 | Алюминий               | Гладкий                | Герб КНДР, год выпуска          | Номинал                                        | 2005                   |
|                        |                        | 50 вон                 | 2,01 г                 | 25 мм                  | 1,85 мм                | Алюминий               | Гладкий                | Герб КНДР, год выпуска          | Номинал                                        | 2005                   |
|                        |                        | 100 вон                | 2,27 г                 | 27 мм                  | 1,8 мм                 | Алюминий               | Гладкий                | Герб КНДР, год выпуска          | Номинал                                        | 2005                   |

### Банкноты
| Серия 1959 года | Серия 1959 года   | Серия 1959 года | Серия 1959 года | Серия 1959 года | Серия 1959 года                                | Серия 1959 года           | Серия 1959 года |
| Изображение     | Изображение       | Номинал         | Размеры (мм)    | Основные цвета  | Описание                                       | Описание                  | Годы выпуска    |
| Лицевая сторона | Оборотная сторона | Номинал         | Размеры (мм)    | Основные цвета  | Лицевая сторона                                | Оборотная сторона         | Годы выпуска    |
| --------------- | ----------------- | --------------- | --------------- | --------------- | ---------------------------------------------- | ------------------------- | --------------- |
|                 |                   | 50 чонов        | 130×60          | синий           | Номинал                                        | Номинал                   | 1959            |
|                 |                   | 1 вона          | 150×64          | оранжевый       | Рыбацкая шхуна                                 | Номинал                   | 1959            |
|                 |                   | 5 вон           | 156×68          | зелёный         | Университет имени Ким Ир Сена                  | Номинал                   | 1959            |
|                 |                   | 10 вон          | 158×70          | красный         | Тэдонмун                                       | Крестьянка с яблоками     | 1959            |
|                 |                   | 50 вон          | 191×90          | фиолетовый      | Железнодорожный мост через Тэдонган в Пхеньяне | Крестьянка со снопом риса | 1959            |
|                 |                   | 100 вон         | 250×96          | салатовый       | Завод                                          | Кымгансан                 | 1959            |

## Вона 1978 года
| Серия 1978 года | Серия 1978 года   | Серия 1978 года | Серия 1978 года | Серия 1978 года    | Серия 1978 года                                                                  | Серия 1978 года                                                                           | Серия 1978 года |
| Изображение     | Изображение       | Номинал (вон)   | Размеры (мм)    | Основные цвета     | Описание                                                                         | Описание                                                                                  | Годы выпуска    |
| Лицевая сторона | Оборотная сторона | Номинал (вон)   | Размеры (мм)    | Основные цвета     | Лицевая сторона                                                                  | Оборотная сторона                                                                         | Годы выпуска    |
| --------------- | ----------------- | --------------- | --------------- | ------------------ | -------------------------------------------------------------------------------- | ----------------------------------------------------------------------------------------- | --------------- |
|                 |                   | 1               | 130×65          | зелёный розовый    | Люди и современные здания                                                        | Солдат с винтовкой, женщина с цветами, женщина с пистолетом (сцены из оперы «Море крови») | 1978            |
|                 |                   | 5               | 140×70          | синий              | Рабочий и крестьянка на фоне города                                              | Кымгансан                                                                                 | 1978            |
|                 |                   | 10              | 150×75          | коричневый         | Чхоллима                                                                         | Металлургический комбинат Чхоллима                                                        | 1978            |
|                 |                   | 50              | 160×80          | зелёный персиковый | Солдат с автоматом, крестьянка с пшеницей, партизан с факелом и рабочий с книгой | Горное озеро                                                                              | 1978            |
|                 |                   | 100             | 170×85          | розовый            | Портрет Ким Ир Сена                                                              | Родной дом Ким Ир Сена в Мангёндэ                                                         | 1978            |

## Вона 1992—2007 годов
| Серия 1992—2007 годов | Серия 1992—2007 годов | Серия 1992—2007 годов | Серия 1992—2007 годов | Серия 1992—2007 годов | Серия 1992—2007 годов                                                       | Серия 1992—2007 годов                        | Серия 1992—2007 годов | Серия 1992—2007 годов |
| Изображение           | Изображение           | Номинал (вон)         | Размеры (мм)          | Основные цвета        | Описание                                                                    | Описание                                     | Водяной знак          | Годы выпуска          |
| Лицевая сторона       | Оборотная сторона     | Номинал (вон)         | Размеры (мм)          | Основные цвета        | Лицевая сторона                                                             | Оборотная сторона                            | Водяной знак          | Годы выпуска          |
| --------------------- | --------------------- | --------------------- | --------------------- | --------------------- | --------------------------------------------------------------------------- | -------------------------------------------- | --------------------- | --------------------- |
|                       |                       | 1                     | 115×55                | зелёный               | Молодая женщина с корзиной цветов                                           | Кымгансан                                    | Чхоллима              | 1992                  |
|                       |                       | 5                     | 125×60                | синий                 | Студенты, Университет имени Ким Ир Сена и Дворец школьников района Мангёндэ | Народный дворец учёбы                        | Чхоллима              | 1992                  |
|                       |                       | 5                     | 125×60                | синий                 | Студенты, Университет имени Ким Ир Сена и Дворец школьников района Мангёндэ | Народный дворец учёбы                        | Чхоллима              | 1998                  |
|                       |                       | 10                    | 135×65                | коричневый оранжевый  | Рабочий и Чхоллима                                                          | Западноморский гидрокомплекс в городе Нампхо | Чхоллима              | 1992                  |
|                       |                       | 10                    | 135×65                | коричневый оранжевый  | Рабочий и Чхоллима                                                          | Западноморский гидрокомплекс в городе Нампхо | Чхоллима              | 1998                  |
|                       |                       | 50                    | 145×69                | оранжевый             | Члены ТПК и рабочий на фоне Монумента идей чучхе                            | Пэктусан                                     | Монумент идей чучхе   | 1992                  |
|                       |                       | 100                   | 155×75                | красный коричневый    | Портрет Ким Ир Сена                                                         | Родной дом Ким Ир Сена в Мангёндэ            | Триумфальная арка     | 1992                  |
|                       |                       | 200                   | 139×73                | голубой зелёный       | Магнолия Зибольда                                                           | Номинал                                      | Чхоллима              | 2005                  |
|                       |                       | 500                   | 155×75                | темно-зелёный         | Кымсусанский дворец Солнца                                                  | Мост Чхонню через реку Тэдонган в Пхеньяне   | Триумфальная арка     | 1998                  |
|                       |                       | 500                   | 155×75                | темно-зелёный         | Кымсусанский дворец Солнца                                                  | Мост Чхонню через реку Тэдонган в Пхеньяне   | Триумфальная арка     | 2007                  |
|                       |                       | 1000                  | 155×75                | зелено-голубой        | Портрет Ким Ир Сена                                                         | Родной дом Ким Ир Сена в Мангёндэ            | Триумфальная арка     | 2002                  |
|                       |                       | 1000                  | 155×75                | зелено-голубой        | Портрет Ким Ир Сена                                                         | Родной дом Ким Ир Сена в Мангёндэ            | Триумфальная арка     | 2006                  |
|                       |                       | 5000                  | 155×75                | фиолетовый            | Портрет Ким Ир Сена                                                         | Родной дом Ким Ир Сена в Мангёндэ            | Триумфальная арка     | 2002                  |
|                       |                       | 5000                  | 155×75                | фиолетовый            | Портрет Ким Ир Сена                                                         | Родной дом Ким Ир Сена в Мангёндэ            | Триумфальная арка     | 2006                  |

## Вона 2009 года
В конце ноября 2009 года власти КНДР объявили о деноминации воны по курсу 100:1. Срок обмена был установлен до 7 декабря того же года: на обмен гражданам давалось около недели. Первоначально было объявлено, что порог обмена будет составлять 100 тысяч вон (обмен денег свыше этой суммы запрещался). 1 декабря этот порог был повышен до 200 тысяч вон. 2 декабря порог был вновь снижен до 100 тысяч, но было объявлено, что деньги свыше этой суммы можно менять, но по курсу 1000:1 (с потерей 90 % стоимости).
На 4 декабря сумма, разрешённая к легальному обмену, примерно соответствовала 60 $ по курсу чёрного рынка. По данным BBC, данная мера правительства привела к массовым проявлениям недовольства населения: недовольные граждане публично сжигали груды старых вон.

### Монеты
Выпускались разменные монеты из алюминия номиналом в 1, 5, 10, 50 чонов и 1 вону. На лицевой стороне каждой из монет — один из символических цветков КНДР, на оборотной — государственный герб.
Помимо них, также выпускались юбилейные монеты следующих серий:
- динозавры (алюминиевые прямоугольные, номиналом по 10 вон каждая)
- круглые с изображением животных и памятников КНДР (номиналом в 10 и 20 вон, металл — латунь или алюминий в латунном кольце)
- золотая в честь греческого Акрополя (номинал 10 вон) и В. В. Путина (номинал 20 000 вон)

### Банкноты
В августе 2014 года была выпущена банкнота номиналом 5000 вон нового образца. Теперь на лицевой стороне изображён родной дом Ким Ир Сена в Мангёндэ, а на оборотной — здание выставки дружбы народов.
| Серия 2002 года                                                                                        | Серия 2002 года   | Серия 2002 года | Серия 2002 года | Серия 2002 года    | Серия 2002 года                                                     | Серия 2002 года                                                            | Серия 2002 года   | Серия 2002 года |
| Изображение                                                                                            | Изображение       | Номинал (вон)   | Размеры (мм)    | Основные цвета     | Описание                                                            | Описание                                                                   | Водяной знак      | Годы выпуска    |
| Лицевая сторона                                                                                        | Оборотная сторона | Номинал (вон)   | Размеры (мм)    | Основные цвета     | Лицевая сторона                                                     | Оборотная сторона                                                          | Водяной знак      | Годы выпуска    |
| --- | ----------------- | --------------- | --------------- | ------------------ | ------------------------------------------------------------------- | -------------------------------------------------------------------------- | ----------------- | --------------- |
| |                   | 5               | 145×66          | голубой синий      | профессор и студент                                                 | Супхунская ГЭС                                                             | Магнолия Зибольда | 2002 (2009)     |
| |                   | 10              | 145×66          | зелёный фиолетовый | лётчик, матрос и солдат                                             | Монумент перед главным входом в Музей Победоносной войны в Корейской войне | Магнолия Зибольда | 2002 (2009)     |
| |                   | 50              | 145×66          | голубой фиолетовый | члены ТПК и рабочий                                                 | Монумент основания Трудовой партии Кореи в Пхеньяне                        | Магнолия Зибольда | 2002 (2009)     |
| |                   | 100             | 145×66          | серый коричневый   | цветок магнолии                                                     | номинал                                                                    | Магнолия Зибольда | 2008 (2009)     |
| |                   | 200             | 145×66          | фиолетовый         | монумент Чхоллима                                                   | номинал                                                                    | Магнолия Зибольда | 2008 (2009)     |
| |                   | 500             | 145×66          | синий              | Триумфальная арка в Пхеньяне                                        | номинал                                                                    | Магнолия Зибольда | 2008 (2009)     |
| |                   | 1000            | 145×66          | фиолетовый         | Родной дом Ким Ир Сена в Мангёндэ                                   | Озеро Самджиён                                                             | Магнолия Зибольда | 2008 (2009)     |
| |                   | 2000            | 145×66          | голубой синий      | Пик Чонильбон и родной дом Ким Чен Ира в Пэктусанском тайном лагере | Горы Пэкту                                                                 | Магнолия Зибольда | 2008 (2009)     |
| |                   | 5000            | 145×66          | коричневый розовый | Ким Ир Сен                                                          | Родной дом Ким Ир Сена в Мангёндэ                                          | Магнолия Зибольда | 2008 (2009)     |
| |                   | 5000            | 145×66          | коричневый         | Родной дом Ким Ир Сена в Мангёндэ                                   | Международная выставка дружбы                                              | Магнолия Зибольда | 2013            |
| Масштаб изображений — 1,0 пикселя на миллиметр. В скобках указан год фактического выпуска в обращение. |                   |                 |                 |                    |                                                                     |                                                                            |                   |                 |